# Karin Perers
Anna Karin Perers, född 28 oktober 1955 i Åsgarn, Folkärna socken, är en svensk kulturvetare, politiker och skribent. Hon är sedan 2014 ordförande för Kyrkomötet i Svenska kyrkan.

## Biografi
Perers är uppvuxen på en släktgård i Åsgarn i Dalarna. Hon kom redan som tonåring att engagera sig i centerrörelsen samt i Förbundet Vi Unga, där hon 1979–1983 var förbundsordförande, samt 2004–2010 var ordförande för Vi Ungas Vänner. Åren 1980–1981 var hon ledamot i Statens ungdomsråd. I början av 1990-talet arbetade hon som sakkunnig på miljödepartementet, och var bland annat talskrivare för Olof Johansson.
Perers var ledamot av kommunfullmäktige i Avesta mellan 1999 och 2022. Under hela perioden satt hon i fullmäktiges presidium, och var 2003–2006 ordförande.
Perers invaldes som ledamot av kyrkomötet 2002. Hon var förste viceordförande 2010–2013 och är sedan 2014 kyrkomötets ordförande.
Hon valdes 2013 till ordförande för skogsägarföreningen Mellanskog.
Hon var fram till 2014 ordförande för Dalarnas Bygdegårdsdistrikt, och har under många år varit ordförande för Folkärna norra bygdegårdsförening som driver Åsgarns bygdegård.
Perers har intresserat sig för Erik Axel Karlfeldts diktning och författarskap och har medverkat i flera skrifter om Karlfeldt. Hon är (2022) ordförande i styrelsen för Karlfeldtsgården i Karlbo.

### Familj
Karin Perers har varit gift med centerpolitikern Guy Ehrling.
Hon är mor till journalisten Gabriel Ehrling Perers på Nya Ludvika Tidning.